# Паннонский колпак

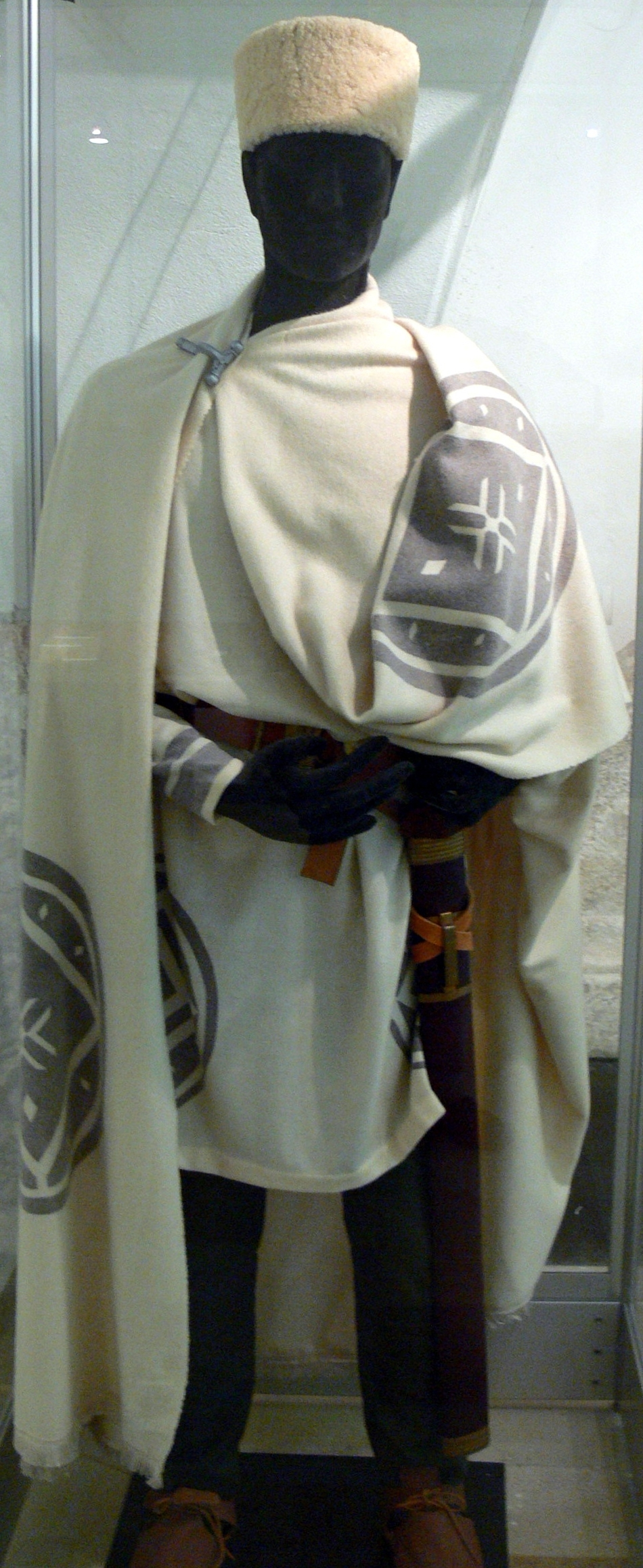
Реконструкция одежды древнеримского военного чиновника (V век нашей эры). На голове pileus pannonicus.

Паннонская шапка, колпак или паннонийская шляпа (лат. pilleus pannonicus) — кожаный фригийский колпак со стальным налобником.
Использовался вероятно с III века римской армией вместо имперских галльского и италийского шлемов.
Вегеций указывает на то что, если во времена Константина армия носила доспехи и шлемы, то позднее лишь паннонийские колпаки и кожаные нагрудники (при этом появились мощные отряды катафрактов, одетых в сталь, а комитаты носили кольчуги). Такое могло быть возможно после солдатских императоров III века, делавших уступки армии. Тогда же исчезла лорика сегментата и щит-скутум, а гладиус уступил место спате. Тем не менее, паннонийский колпак носили и после Константина Великого в связи с ослаблением дисциплины.
Традиционный дизайн Паннонского колпака варьируется от региона к региону. Венгерский колпак известен своей вышивкой и узорами из цветных нитей, дополненными бисером или металлическими пайетками. Хорватский колпак может быть изготовлен из красного фетра и украшен традиционными вышивками или лентами.

Почти до последнего времени было принято, чтобы все воины носили шапки, которые назывались паннонскими и были сшиты из шкур; этот обычай сохранялся для того, чтобы создавалась привычка всегда что-нибудь носить на голове и в сражении шлем не казался бы тяжелым— Флавий Вегеций Ренат «Краткое изложение военного дела». Книга первая